# John Keats
John Keats (Londres, 31 d'octubre de 1795 - Roma, 23 de febrer de 1821) fou un dels principals poetes britànics del romanticisme. Al llarg de la seva curta vida, la seva obra fou constantment atacada per raons polítiques. Van haver de passar molts anys perquè la seva creació fos valorada. La seva poesia es caracteritza per un llenguatge exuberant, imaginatiu i melancòlic. Acostumava a afirmar que treballava a l'ombra dels poetes del passat. Els seus poemes més memorables foren escrits al final de la seva vida.

## Biografia

### Primers anys i educació, 1795–1810
John Keats va néixer a Moorgate, Londres, el 31 d'octubre de 1795, fill de Thomas i Frances Keats (de soltera Jennings). Hi ha poques evidències del seu lloc de naixement exacte. Tot i que Keats i la seva família sembla que van celebrar el seu aniversari el 29 d'octubre, els registres de bateig indiquen que la data és el 31. Era el més gran de quatre fills supervivents; els seus germans menors eren George (1797–1841), Thomas (1799–1818) i Frances Mary Fanny (1803–1889), que més tard es va casar amb l'escriptor espanyol Valentín Llanos Gutiérrez. Un altre fill es va perdre en la infància. El seu pare va treballar primer com a venedor als estables adossats a la posada Swan and Hoop, propietat del seu sogre, John Jennings, un establiment que després va dirigir, i on la família creixent va viure durant uns quants anys. ⁶Keats creia que va néixer a la posada, un lloc de naixement d'orígens humils, però no hi ha proves que ho avalen. El pub Globe ara ocupa el lloc (2012), a pocs metres de la moderna estació de Moorgate. Keats va ser batejat a St Botolph-without-Bishopsgate i enviat a una escola de dames local quan era nen.
Els seus pares volien enviar els seus fills a Eton o Harrow, però la família va decidir que no podien pagar els honoraris. L'estiu de 1803, John va ser enviat a pension a l'escola de John Clarke a Enfield, prop de la casa dels seus avis. L'escola petita tenia una visió liberal i un currículum progressista més modern que les escoles més grans i prestigioses. En l'ambient familiar de Clarke's, Keats va desenvolupar un interès pels clàssics i la història, que es mantindrà al llarg de la seva curta vida. El fill del director, Charles Cowden Clarke, també es va convertir en un important mentor i amic, introduint a Keats a la literatura renaixentista, incloses les traduccions de Tasso, Spenser i Chapman. El jove Keats va ser descrit pel seu amic Edward Holmes com un personatge volàtil, sempre en extrems, donat a la indolència i a la lluita. Tanmateix, als 13 anys va començar a centrar la seva energia en la lectura i l'estudi, guanyant el seu primer premi acadèmic a ple estiu de 1809.
El març de 1810, quan Keats tenia 14 anys, la seva mare va morir de tuberculosi, deixant els nens sota la custòdia de la seva àvia. Va nomenar dos tutors, Richard Abbey i John Sandell, per a ells. Aquella tardor, Keats va deixar l'escola de Clarke per fer d'aprenent amb Thomas Hammond, un cirurgià i apotecari que era veí i metge de la família Jennings. Keats es va allotjar a l'àtic sobre el consultori, al número 7 de Church Street, fins al 1813. Cowden Clarke, que va romandre a prop de Keats, va anomenar aquest període l'època més plàcida de la vida de Keats.
Des de 1814 Keats va tenir dos llegats, guardats en fideïcomís per ell fins al seu 21è aniversari. El seu avi John Jennings va voler 800 lliures. També la mare de Keats va deixar un llegat de 8.000 lliures esterlines per ser dividit a parts iguals entre els seus fills vius. Sembla que no se li va parlar dels 800 lliures i probablement no en sabia res, ja que maig no els va sol·licitar. Històricament, sovint s'ha atribuït la culpa a Abbey com a tutor legal, però també pot ser que no n'hagués estat conscient. William Walton, advocat de la mare i l'àvia de Keats, definitivament sabia i tenia el deure de diligència de transmetre la informació a Keats. Sembla que no ho va fer, tot i que hauria marcat una diferència crítica a les expectatives del poeta. Els diners sempre van ser una gran preocupació i dificultat, ja que lluitava per mantenir-se al marge del deute i obrir-se camí al món de manera independent.

### Carrera

#### Formació mèdica i escriptura de poesia
On First Looking into Chapman's Homer

Much have I travell'd in the realms of gold,

And many goodly states and kingdoms seen;

Round many western islands have I been

Which bards in fealty to Apollo hold.

Oft of one wide expanse had I been told

That deep-browed Homer ruled as his demesne;

Yet did I never breathe its pure serene

Till I heard Chapman speak out loud and bold:

Then felt I like some watcher of the skies

When a new planet swims into his ken;

Or like stout Cortez when with eagle eyes

He star'd at the Pacific  –  and all his men

Look'd at each other with a wild surmise  – 

Silent, upon a peak in Darien.

D'origen humil, la mort del seu pare el va moure a treballar com a practicant a casa d'un cirurgià. L'octubre de 1815, després d'haver acabat els seus cinc anys d'aprenentatge amb Hammond, Keats es va registrar com a estudiant de medicina al Guy's Hospital (ara part del King's College de Londres) i va començar a estudiar-hi. Al cap d'un mes, va ser acceptat a l'hospital ajudant els cirurgians durant les operacions, l'equivalent a un cirurgià d'avui. Va ser una promoció significativa, que va marcar una clara aptitud per a la medicina; i va comportar una major responsabilitat i una càrrega de treball més pesada. La llarga i costosa formació mèdica de Keats amb Hammond i a l'Hospital de Guy va fer que la seva família assumís que seguiria una carrera de per vida en medicina, assegurant la seguretat financera, i sembla que, en aquest moment, Keats tenia un desig genuí de fer-se metge. Es va allotjar a prop de l'hospital, al 28 de St Thomas's Street a Southwark, amb altres estudiants de medicina, inclòs Henry Stephens, que va guanyar fama com a inventor i magnat de la tinta.

#### Publicacions i cercles literaris
Va conèixer la poesia gràcies a la seva gran afició a la lectura. Va començar a crear poesia influenciat per Edmund Spenser. Va arribar a conèixer Shelley, de qui arribà a ser amic.
La formació de Keats va ocupar una quantitat creixent del seu temps d'escriptura i es va tornar cada cop més ambivalent al respecte. Va sentir que s'enfrontava a una dura elecció. Havia escrit el seu primer poema, Una imitació de Spenser, el 1814, quan tenia 19 anys. Ara, fortament atret per l'ambició, inspirat per altres poetes com Leigh Hunt i Lord Byron, i assetjat per les crisis financeres familiars, va patir períodes de depressió. El seu germà George va escriure que John «temia que mai no seria poeta, i si no ho era, es destruiria a si mateix». El 1816, Keats va rebre la seva llicència d'apotecari, la qual cosa el va fer elegible per exercir com a apotecari, metge i cirurgià, però abans de finals d'any havia informat al seu tutor que havia decidir ser un poeta, no cirurgià.
Encara que va continuar el seu treball i formació a Guy's, Keats va dedicar cada cop més temps a l'estudi de la literatura, experimentant amb formes de vers, especialment el sonet. El maig de 1816, Leigh Hunt va acceptar publicar el sonet O Solitude a la seva revista The Examiner, una de les principals revistes liberals de l'època. Aquesta va ser la primera aparició impresa de la poesia de Keats; Charles Cowden Clarke ho va anomenar el dia de la carta vermella del seu amic, primera prova que les ambicions de Keats eren vàlides. Entre els seus poemes de 1816 hi havia Als meus germans. Aquell estiu, Keats va anar amb Clarke a la ciutat costanera de Margate per escriure. Allà va començar Calidore i va iniciar una època de gran escriptura de cartes. En tornar a Londres, es va allotjar al número 8 de Dean Street, Southwark, i es va preparar per estudiar més per ser membre del Royal College of Surgeons.
L'octubre de 1816 Clarke va presentar Keats a l'influent Leigh Hunt, un amic íntim de Byron i Shelley. Cinc mesos més tard va arribar la publicació de Poems, el primer volum del vers de Keats, que incloïa I stad puntetes i Sleep and Poetry, ambdues fortament influenciades per Hunt. El llibre va ser un fracàs de crítica, despertant poc interès, tot i que Reynolds el va ressenyar favorablement a The Champion. Clarke va comentar que el llibre «podria haver sorgit a Timbuctoo». Els editors de Keats, Charles i James Ollier, se'n van avergonyir. Keats immediatament va canviar d'editor a Taylor i Hessey a Fleet Street. A diferència dels Ollier, els nous editors de Keats estaven entusiasmats amb el seu treball. Al cap d'un mes de la publicació de Poems estaven planejant un nou volum de Keats i li havien pagat un avançament. Hessey es va convertir en un amic ferm de Keats i va posar les sales de la companyia a disposició dels joves escriptors. Les seves llistes de publicacions van arribar a incloure Coleridge, Hazlitt, Clare, Hogg, Carlyle i Charles Lamb.
A través de Taylor i Hessey, Keats va conèixer el seu advocat format a Eton, Richard Woodhouse, que els va assessorar tant en qüestions literàries com legals i va quedar profundament impressionat per Poems. Tot i que va assenyalar que Keats podia ser descarriat, tremolós, fàcilment intimidat, Woodhouse estava convençut del geni de Keats, un poeta a qui donar suport quan es va convertir en un dels escriptors més grans d'Anglaterra. Poc després de conèixer-se, els dos es van fer amics íntims i Woodhouse va començar a col·leccionar Keatsiana, documentant tant com va poder sobre la poesia. Aquest arxiu perviu com una de les principals fonts d'informació sobre l'obra de Keats. Andrew Motion el representa com a Boswell a Johnson 's de Keats, promocionant sense parar la seva obra, lluitant contra el seu racó i estimulant la seva poesia a més alçada. En anys posteriors, Woodhouse va ser un dels pocs que va acompanyar Keats a Gravesend, Kent, per emprendre el seu darrer viatge a Roma.
Malgrat les males crítiques de Poems, Hunt va publicar l'assaig Three Young Poets (Shelley, Keats i Reynolds) i el sonet On First Looking into Chapman's Homer, preveient grans coses per venir. Va presentar Keats a molts homes destacats del seu cercle, inclòs l'editor de The Times, Thomas Barnes; l'escriptor Charles Lamb; el director d'orquestra Vincent Novello; i el poeta John Hamilton Reynolds, que esdevindria un amic íntim. Keats també es va reunir regularment amb William Hazlitt, una poderosa figura literària de l'època. Va ser un punt d'inflexió per a Keats, que el va establir a l'ull públic com una figura del que Hunt va anomenar una nova escola de poesia. En aquest moment Keats va escriure al seu amic Bailey: «No estic segur de res més que de la santedat dels afectes del Cor i de la veritat de la imaginació. El que la imaginació pren com a Bellesa ha de ser la veritat». Aquest passatge es convertiria finalment en les línies finals de Oda a una urna grega: «La bellesa és la veritat, la veritat la bellesa: això és tot / Coneixeu a la terra i tot el que necessiteu saber». A principis de desembre de 1816, sota la influència embriagadora dels seus amics artístics, Keats va dir a Abbey que havia decidit abandonar la medicina en favor de la poesia, amb ràbia d'Abbey. Keats havia gastat molt en la seva formació mèdica i, malgrat el seu estat de dificultat financera i endeutament, va fer grans préstecs a amics com el pintor Benjamin Haydon. Keats continuaria prestant 700 lliures al seu germà George. En prestar tant, Keats ja no podia cobrir els interessos dels seus propis deutes.

#### Viatjar i mala salut
Després d'haver deixat la seva formació a l'hospital, patint una successió de refredats i descontent de viure en habitacions humides a Londres, Keats es va traslladar amb els seus germans a les habitacions del 1 Well Walk al poble de Hampstead l'abril de 1817. Allà John i George van cuidar el seu germà tuberculós Tom. La casa estava a prop de Hunt i d'altres del seu cercle a Hampstead, i de Coleridge, ancià respectat de la primera onada de poetes romàntics, que llavors vivia a Highgate. L'11 d'abril de 1818, Keats va informar que ell i Coleridge havien fet un llarg passeig per Hampstead Heath. En una carta al seu germà Jordi, va escriure que havien parlat de mil coses,... rossinyols, poesia, sensació poètica, metafísica. Al voltant d'aquesta època es va presentar a Charles Wentworth Dilke i James Rice.
El 1817 va publicar el seu primer volum de poemes, que va tenir molt poc d'èxit; malgrat tot, en aquest moment va decidir abandonar la cirurgia per dedicar-se exclusivament a la literatura. El 1818 va publicar Endimion, durament criticada. Tot seguit, va passar una temporada a l'oest d'Escòcia, en una zona de llacs; i a la tornada a Londres, el seu germà va morir de tuberculosi; fet que l'afectà profundament.

El juny de 1818, Keats va començar un recorregut a peu per Escòcia, Irlanda i el Districte dels Llacs amb Charles Armitage Brown. El germà de Keats George i la seva dona Georgina els van acompanyar a Lancaster i després van continuar cap a Liverpool, des d'on van emigrar a Amèrica, vivint a Ohio i Louisville, Kentucky, fins al 1841, quan les inversions de George van fracassar. Com l'altre germà de Keats, tots dos van morir sense un cèntim i afectats per la tuberculosi, per a la qual no hi va haver cap tractament efectiu fins al segle següent. Al juliol, mentre estava a l'illa de Mull, Keats va agafar un fort refredat i estava massa prim i tenia febre per continuar el viatge. Després de tornar al sud a l'agost, Keats va continuar alletant a Tom, exposant-se així a la infecció. Alguns han suggerit que va ser quan va començar la tuberculosi, la seva malaltia familiar. La tuberculosi no es va identificar com una malaltia amb un únic origen infecciós fins al 1820. Hi havia un estigma considerable, ja que sovint estava lligat a la debilitat, la passió sexual reprimida o la masturbació. Keats es nega a donar-li un nom a les seves cartes. Tom Keats va morir l'1 de desembre de 1818.

#### Lloc de Wentworth: annus mirabilis

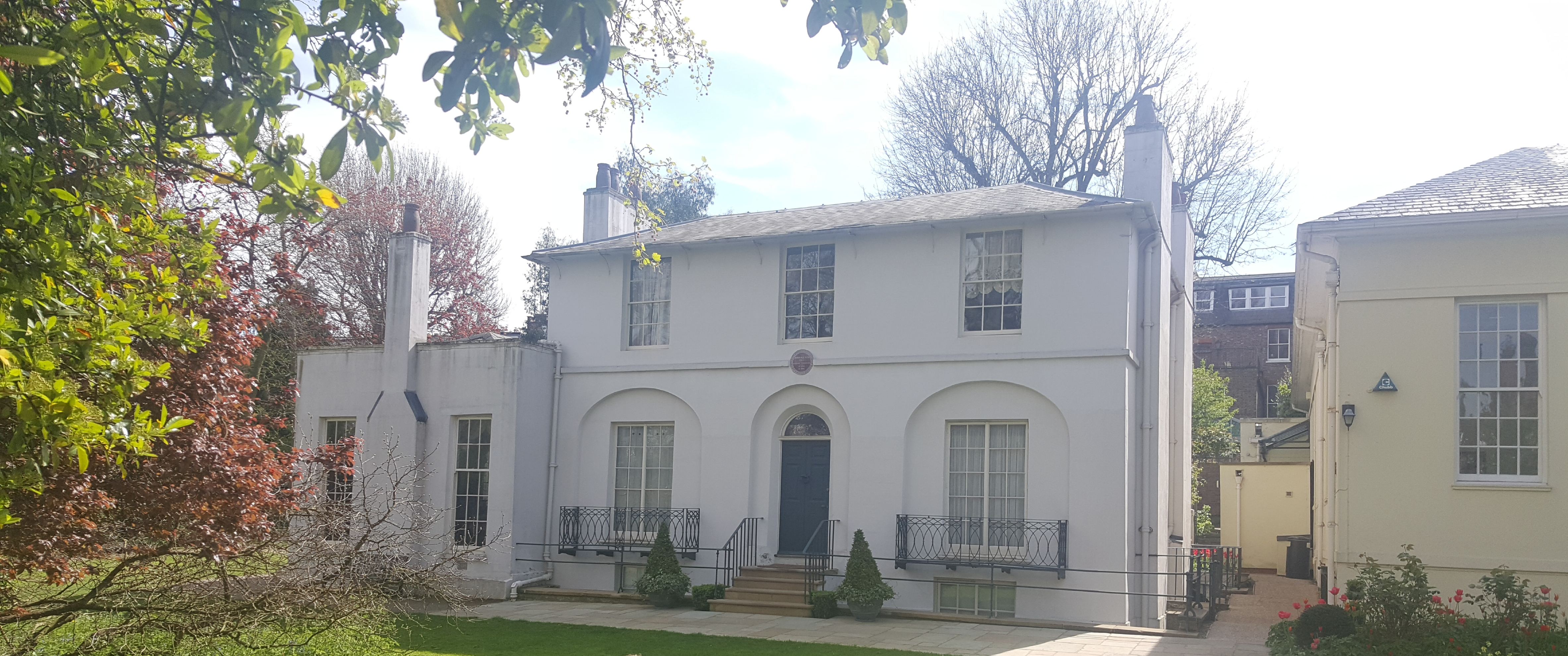
Wentworth Place, ara el museu Keats House (esquerra), Ten Keats Grove (dreta), Hampstead Heath, Londres

John Keats es va traslladar al Wentworth Place de nova construcció, propietat del seu amic Charles Armitage Brown. Era a la vora de Hampstead Heath, a deu minuts caminant al sud de la seva antiga casa a Well Walk. L'hivern de 1818-1819, tot i que va ser un període difícil per al poeta, va marcar l'inici del seu annus mirabilis en què va escriure la seva obra més madura. S'havia inspirat en una sèrie de conferències recents de Hazlitt sobre poetes anglesos i identitat poètica i també havia conegut Wordsworth.
Va compondre cinc de les seves sis grans odes a Wentworth Place als mesos d'abril i maig i, tot i que es discuteix en quin ordre van ser escrites, Oda a Psique va obrir la sèrie publicada. Segons Brown, Oda a un rossinyol va ser composta sota una prunera al jardí. Brown va escriure: «A la primavera de 1819 un rossinyol havia construït el seu niu prop de casa meva. Keats va sentir una alegria tranquil·la i contínua en la seva cançó; i un matí va agafar la seva cadira de la taula d'esmorzar a la parcel·la de gespa sota una pruna. -arbre, on va estar assegut durant dues o tres hores. Quan va entrar a casa, vaig adonar-me que tenia uns trossos de paper a la mà, i aquests els estava posant en silenci darrere dels llibres. En preguntar, vaig trobar aquells trossos, quatre o cinc en nombre, contenia els seus sentiments poètics sobre el cant del nostre rossinyol». Dilke, copropietari de la casa, va negar enèrgicament la història, impresa a la biografia de Keats de Richard Monckton Milnes de 1848, descartant-la com a pura il·lusió.
Potser els seus amics els semblava que Keats vivia amb mitjans còmodes, però en realitat demana prestat regularment a Abbey i als seus amics. i es va enamorar de la filla d'un veí, que des d'aquest moment es convertí en la musa de molts dels seus poemes recollits en Lamia, Isabella, La vigília de santa Agnès i altres poemes (1820), Hiperió, sobre mitologia grega, i sobretot les seves odes: Oda a un rossinyol, Oda a una urna grega. Es va embarcar cap a Itàlia, amb el seu amic Joseph Severn, a causa dels seus greus problemes de salut, i va morir pocs mesos després.

My heart aches, and a drowsy numbness pains

 My sense, as though of hemlock I had drunk,

Or emptied some dull opiate to the drains

 One minute past, and Lethe-wards had sunk:

'Tis not through envy of thy happy lot,

 But being too happy in thine happiness, – 

 That thou, light-winged Dryad of the trees,

 In some melodious plot

 Of beechen green, and shadows numberless,

 Singest of summer in full-throated ease.

Els nous i progressistes editors de Keats, Taylor i Hessey, van publicar Endymion, que Keats va dedicar a Thomas Chatterton, una obra que va anomenar «una prova dels meus poders de la imaginació». Va ser condemnat pels crítics, donant lloc a la broma de Byron que en última instància, Keats va ser apagat per un article, cosa que suggereix que maig no ho va superar. Una crítica especialment dura de John Wilson Croker va aparèixer a l'edició d'abril de 1818 de la Quarterly Review. John Gibson Lockhart, escrivint a la revista Blackwood's Magazine, va descriure Endymion com una imperturbable idiotesia idiota. Amb un sarcasme mordaç, Lockhart va aconsellar: «És una cosa millor i més sàvia ser un apotecari famolenc que un poeta famolenc; així que torneu a la botiga, el senyor John, torneu als guixos, píndoles i caixes d'ungüents». Va ser Lockhart a Blackwoods qui va encunyar el terme difamatori l’escola Cockney per a Hunt i el seu cercle, que incloïa tant Hazlitt com Keats. L'acomiadament va ser tant polític com literari, adreçat a joves escriptors adveneduts considerats rudes per la seva falta d'educació, rima no formal i baixa dicció. No havien assistit a Eton, Harrow o Oxbridge i no eren de les classes altes.
El 1819 Keats va escriure La vigília de Santa Agnès, La Belle Dame sans Merci, Hyperion, Lamia i una obra de teatre, Otho el Gran (condemnat críticament i no representat fins al 1950). Els poemes Fancy i Bards of passion and of mirth es van inspirar en el jardí de Wentworth Place. Al setembre, molt mancat de diners i desesperat pensant-se en ocupar-se del periodisme o d'un càrrec de cirurgià de vaixell, es va acostar als seus editors amb un nou poemari. No estaven impressionats amb la col·lecció, trobant confuses les versions presentades de Lamia i descrivint Santa Agnès com una sensació de petit fàstic i un estil Don Juan de barrejar sentiments i burles i van concloure que era un poema no apte per a dones. El volum final de Keats va viure per veure, Lamia, Isabella, The Eve of St. Agnes, and Other Poems, es va publicar finalment el juliol de 1820. Va rebre més elogis que Endymion o Poems, trobant avisos favorables tant a The Examiner com a Edinburgh Review. Arribaria a ser reconeguda com una de les obres poètiques més importants maig publicades.
Wentworth Place ara acull el museu Keats House.

#### Isabella Jones i Fanny Brawne, 1817–1820
Keats va fer amistat amb Isabella Jones el maig de 1817, mentre estava de vacances al poble de Bo Peep, prop de Hastings. Es descriu com a bella, talentosa i molt llegida, no de la primera línia de la societat, però econòmicament segura, una figura enigmàtica que es convertiria en part del cercle de Keats. Al llarg de la seva amistat, Keats no va dubtar maig a ser propietari de la seva atracció sexual cap a ella, tot i que semblava que els agradava donar-se una volta en lloc d'oferir compromís. Escriu que va freqüentar les seves habitacions l'hivern de 1818-1819, i en les seves cartes a George diu que es va escalfar amb ella i la va fer un petó. Segons Bate i Robert Gittings, les cites poden haver estat una iniciació sexual per a Keats. Jones va inspirar i va ser un administrador de l'escriptura de Keats. Els temes de La vigília de Santa Agnès i La vigília de Sant Marc poden haver estat suggerits per ella, la lletra Hush, Hush! [o sweet Isabel] parlava d'ella, i que la primera versió de Bright Star podria haver estat originalment per a ella. El 1821, Jones va ser un dels primers a Anglaterra a ser notificat de la mort de Keats.
Cartes i esborranys de poemes suggereixen que Keats va conèixer Frances (Fanny) Brawne entre setembre i novembre de 1818. És probable que la Brawne, de 18 anys, visités la família Dilke a Wentworth Place abans de viure-hi. Va néixer al llogaret de West End (ara al districte de West Hampstead), el 9 d'agost de 1800. Com l'avi de Keats, el seu avi tenia una posada de Londres, i tots dos van perdre uns quants membres de la família a causa de la tuberculosi. Va compartir el seu nom amb la germana i la mare de Keats, i tenia un talent per a la confecció de vestits i els idiomes, així com una inclinació teatral natural. Durant el novembre de 1818 va desenvolupar una intimitat amb Keats, però es va veure a l'ombra de la malaltia de Tom Keats, a qui John va cuidar durant aquest període.

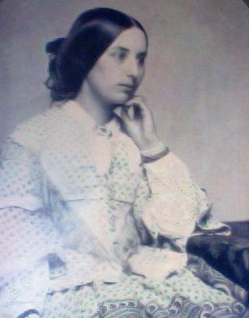
Ambrotip de Fanny Brawne fet cap al 1850 (fotografia sobre vidre)

El 3 d'abril de 1819, Brawne i la seva mare vídua es van traslladar a l'altra meitat de Wentworth Place de Dilke, i Keats i Brawne es van poder veure cada dia. Keats va començar a prestar llibres a Brawne, com l'Infern de Dante, i llegirien junts. Li va donar el sonet d'amor Bright Star (potser revisat per a ella) com a declaració. Va ser un treball en curs que va continuar fins als últims mesos de la seva vida, i el poema va arribar a estar associat a la seva relació. Tots els seus desitjos es concentraven en Fanny. Des d'aquest punt no hi ha cap menció documentada més d'Isabella Jones. En algun moment abans de finals de juny, va arribar a una mena d'entesa amb Brawne, lluny d'un compromís formal, ja que encara tenia massa poc a oferir, sense perspectives i restriccions financeres. Keats va suportar un gran conflicte sabent que les seves expectatives com a poeta en dificultats en dificultats cada cop més difícils impedirien el matrimoni amb Brawne. El seu amor va romandre sense consumir; la gelosia per la seva estrella va començar a rosegar-lo. La foscor, la malaltia i la depressió l'envolten, reflectides en poemes com La vigília de Santa Agnès i La Belle Dame sans Merci on l'amor i la mort s'escampen. «Tinc dos luxes per pensar en els meus passejos; li va escriure: la teva bellesa i l'hora de la meva mort».
En un dels seus centenars de notes i cartes, Keats va escriure a Brawne el 13 d'octubre de 1819: «El meu amor m'ha fet egoista. No puc existir sense tu. – M'oblido de tot, però de tornar-te a veure - La meva vida sembla que s'atura aquí —No veig més. M'has absorbit. Tinc una sensació en el moment present com si m'estigués dissolt – Estaria exquisidament miserable sense l'esperança de veure't aviat ... M'ha sorprès que els homes poguessin morir màrtirs per la religió —M'he estremit —No em tremolo més – Podria ser màrtir per la meva religió - L'amor és la meva religió —Podria morir per això - Podria morir per tu».
La tuberculosi es va apoderar i els seus metges li van aconsellar que es traslladés a un clima més càlid. El setembre de 1820 Keats va marxar a Roma sabent que probablement maig tornaria a veure Brawne. Després de marxar es va sentir incapaç d'escriure-li o llegir-li les cartes, tot i que sí que es va correspondre amb la seva mare. Allà va morir cinc mesos després. Cap de les cartes de Brawne a Keats sobreviu.
Va trigar un mes a arribar a Londres la notícia de la seva mort, després del qual Brawne va romandre de dol durant sis anys. El 1833, més de 12 anys després de la seva mort, es va casar i va tenir tres fills; va sobreviure a Keats més de 40 anys.

### Últims mesos: Roma, 1820
Durant l'any 1820 Keats va mostrar símptomes cada vegada més greus de tuberculosi, patint dues hemorràgies pulmonars els primers dies de febrer. Quan va tossir sang per primera vegada, el 3 de febrer de 1820, va dir a Charles Armitage Brown: "Conec el color d'aquesta sang! És sang arterial. No em poden enganyar d'aquest color. Aquesta gota de sang és la meva ordre de mort. Jo. ha de morir".
Va perdre grans quantitats de sang i va ser sagnat encara més pel metge encarregat. Hunt el va alletar a Londres durant gran part de l'estiu següent. A proposta dels seus metges, va acceptar de traslladar-se a Itàlia amb el seu amic Joseph Severn. El 13 de setembre van marxar cap a Gravesend i quatre dies després van pujar a bord del bergantí Maria Crowther. L'1 d'octubre el vaixell va aterrar a la badia de Lulworth o a la badia de Holworth, on els dos van desembarcar; de tornada a bord del vaixell va fer les darreres revisions de "Bright Star". El viatge va ser una catàstrofe menor: van esclatar tempestes, seguits d'una calma mort que va frenar el progrés del vaixell. Quan finalment van atracar a Nàpols, el vaixell es va mantenir en quarantena durant deu dies a causa d'un presumpte brot de còlera a Gran Bretanya. Keats va arribar a Roma el 14 de novembre, moment en què qualsevol esperança del clima més càlid que buscava havia desaparegut.

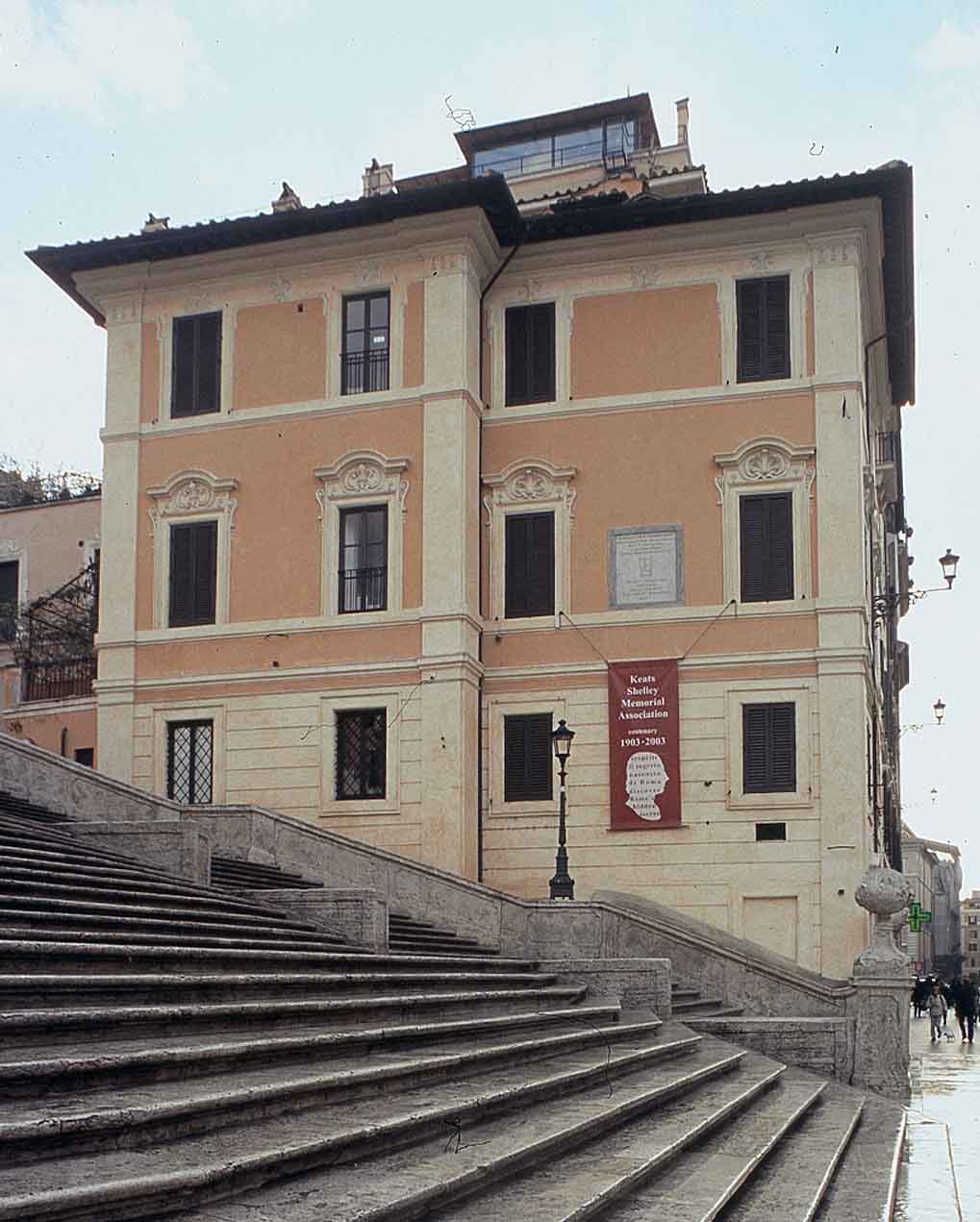
La casa de Keats a Roma

Keats va escriure la seva última carta el 30 de novembre de 1820 a Charles Armitage Brown; "És el més difícil del món per a mi escriure una carta. El meu estómac continua tan malament, que em sento pitjor en obrir qualsevol llibre, però estic molt millor que a la quarantena. Tinc la sensació habitual que la meva vida real té passat i que estic portant una existència pòstuma".
En arribar a Itàlia, es va traslladar a una vil·la a la plaça d'Espanya de Roma, avui el museu Keats–Shelley Memorial House. Malgrat l'atenció de Severn i el Dr. James Clark, la seva salut es va deteriorar ràpidament. L'atenció mèdica que va rebre Keats podria haver accelerat la seva mort. El novembre de 1820, Clark va declarar que la font de la seva malaltia era "l'esforç mental" i que la font estava situada en gran part a l'estómac. Clark finalment va diagnosticar el consum (tuberculosi) i va posar a Keats una dieta de fam d'anxova i un tros de pa al dia amb la intenció de reduir el flux sanguini al seu estómac. També va sagnar el poeta: un tractament estàndard de l'època, però també probablement un contribuïdor important a la debilitat de Keats. La biògrafa de Severn, Sue Brown, escriu: "Podrien haver fet servir opi en petites dosis, i Keats li havia demanat a Severn que comprés una ampolla d'opi quan estaven en marxa. El que Severn no es va adonar és que Keats ho veia com un possible recurs si es volia suïcidar. Va intentar aconseguir l'ampolla de Severn durant el viatge, però Severn no li va deixar tenir-la. Llavors a Roma ho va tornar a intentar.... Severn estava en un dilema que no sabia. què fer, així que al final va anar al metge, que se'l va emportar. Com a resultat, Keats va passar per terribles agonies sense res per alleujar el dolor en absolut". Keats estava enfadat tant amb Severn com amb Clark quan no li van donar laudanum (opi). Va demanar repetidament: "Quant de temps durarà aquesta meva existència pòstuma?"

## Mort, 1821
Els primers mesos de 1821 van marcar un descens lent i constant fins a l'etapa final de la tuberculosi. L'autòpsia va mostrar el seu pulmó gairebé desintegrat. Keats estava tossint sang i cobert de suor. Severn el va alletar amb devoció i va observar en una carta com Keats de vegades plorava en despertar-se per trobar-se encara viu. Severn escriu,
| « | Keats m'entusiasma fins que estic en un tremolor total per ell... cap a les quatre, es van produir les aproximacions de la mort. [Keats va dir] Severn – jo – m'aixeco – Estic morint – Moriré tranquil; no t'espantis – sigues ferm i gràcies a Déu que ha arribat. El vaig aixecar entre els meus braços. La flema semblava bullir-li a la gola i va augmentar fins a les onze, quan a poc a poc es va enfonsar en la mort, tan tranquil, que encara vaig pensar que dormia. | » |

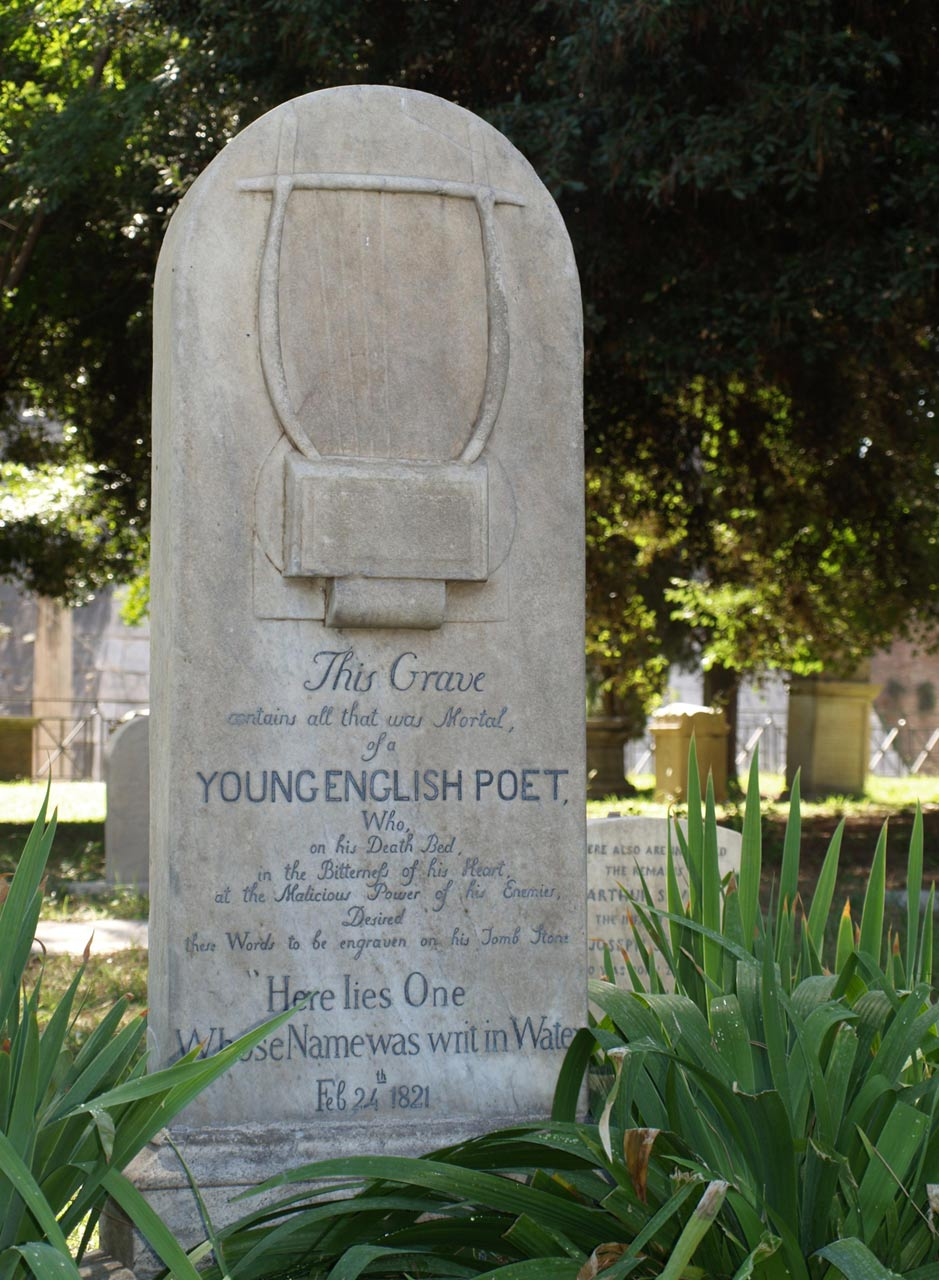
La tomba de Keats a Roma

John Keats va morir a Roma el 23 de febrer de 1821. El seu cos va ser enterrat al cementiri protestant de la ciutat. La seva darrera petició va ser col·locar-la sota una làpida que no portava cap nom ni data, només les paraules: Aquí hi ha Aquell el nom del qual estava escrit a l'aigua. Severn i Brown van aixecar la pedra, que sota un relleu d'una lira amb cordes trencades, inclou l'epitafi:
| « | Aquesta tomba / conté tot el que era mortal, / d'un jove poeta anglès, / que, al seu llit de mort, / a l'amargor del seu cor, / al poder maliciós dels seus enemics, / desitjava que aquestes paraules fossin gravat a la seva làpida / Aquí hi ha un / el nom del qual va ser escrit a l'aigua / 24 de febrer de 1821 | » |

El text té un ressò de Catul LXX:
| « | Sed mulier cupido quod dicit amanti / in vento et rapida scribere oportet aqua (El que diu una dona a un amant apassionat / s'ha d'escriure al vent i amb l'aigua corrent). | » |

Francis Beaumont també va utilitzar l'expressió a The Nice Valor, Acte 5, escena 5 (? 1616):
| « | Totes les teves millors accions / Estaran en escrit d'aigua, però això en marbre. | » |

Severn i Brown van afegir les seves línies a la pedra en protesta per la recepció crítica de l'obra de Keats. Hunt va culpar de la seva mort a l'atac mordaç d'Endymion {'}} la Quarterly Review. Com va fer broma Byron en el seu poema narratiu Don Juan;
| « | 'La ment és estranya: que un foc tan gloriós es deixi apagar per una opinió. (cant 11, estrofa 60) | » |

Set setmanes després del funeral, Shelley va commemorar Keats en el seu poema Adonais. Clark va veure la plantació de margarides a la tomba, dient que Keats ho hauria desitjat. Per motius de salut pública, les autoritats sanitàries italianes van cremar els mobles de l'habitació de Keats, van raspar les parets i van fer finestres, portes i terres nous. Les cendres de Shelley, un dels campions més fervorosos de Keats, estan enterrats al cementiri i Joseph Severn està enterrat al costat de Keats. Avui al lloc, Marsh va escriure: A la part antiga del cementiri, amb prou feines un camp quan Keats va ser enterrat aquí, ara hi ha pins paraigua, arbustos de murta, roses i catifes de violetes salvatges.
Quan Keats morí de tuberculosi feia just quatre anys que havia començat a publicar els seus poemes, sense massa èxit. No obstant això, en morir, la seva obra començà a ser apreciada pel gran públic.
L'any 1848 van aparèixer les seves cartes i el seu diari, que completen una obra d'excepcional puresa expressiva. El seu domini poètic era excepcional. La seva principal aspiració fou assolir la bellesa absoluta.

## Obres

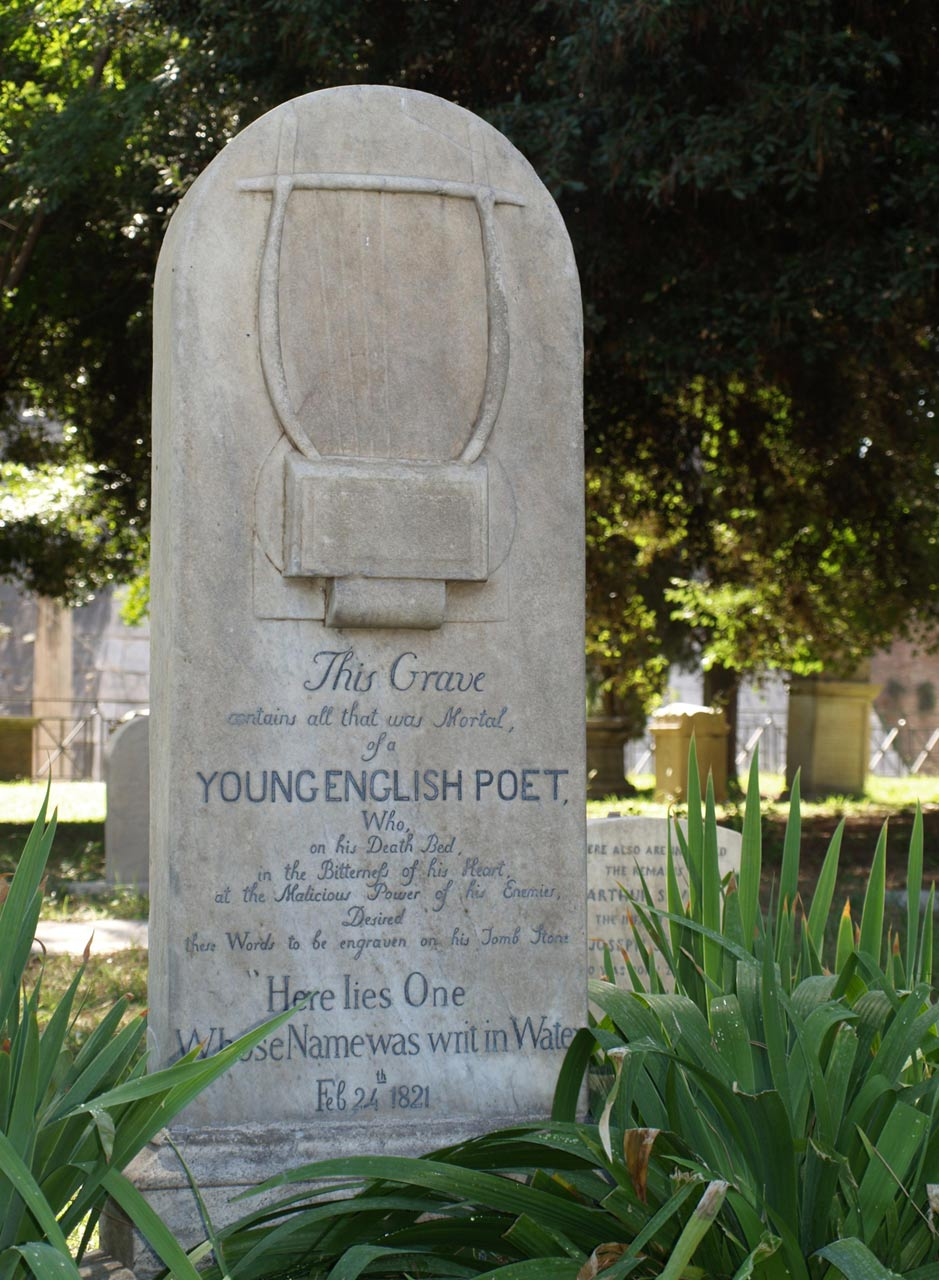
Tomba de John Keats a Roma

- Sobre la primera vegada que vaig veure l'Homer de Chapman, 1816
- Somni i poesia (1816)
- Endymion: un romanç poètic, 1817
- Hyperion, 1818
- Isabel o El test d'alfàbrega, 1819.
- La vigília de Santa Agnès. 1819
- L'estrella brillant (1819)
- La dona formosa sense gràcia: una balada (1819)
- Oda a Psyche (1819).
- Oda a un rossinyol (1819)
- Oda sobre una urna grega (1819)
- Oda a la melangia (1819)
- Oda a la indolència (1819)
- Lamia i altres poemes (1819)
- A la tardor (1819)
- La caiguda d'Hyperion: un somni (1819)

### Obres en català
- La vigília de Santa Agnès; Isabel o El test d'alfàbrega. Versió catalana de Marià Villangómez (Llibres del Mall, 1984)
- Sonets i odes. Versió catalana de Marià Manent (Publicacions de La Revista, 1919)
- Poemes de John Keats. Versió catalana de Marià Manent (Empúries, 1985)